# Het Busselke
Het Busselke is een buurt met vier straten in de wijk Oud-Tongelre in de Nederlandse stad Eindhoven.

## Geschiedenis
Woningbouwvereniging Huis en Hof bouwde in het Busselke omstreeks 1908 een dertigtal woningen, net voorbij het Villapark, vanuit het Eindhovense centrum gezien. Philips liet er vervolgens in de jaren 1920 enkele straten met arbeiderswoningen verrijzen waardoor de buurt haar huidige vorm kreeg. De woningstichting ging later over in particuliere handen en ook Philips bracht haar woningen naar de vrije markt. De historische band met het elektronicaconcern is nog kenbaar door de straatnamen 'Telexweg', Transformatorstraat, condensatorstraat, 'Radiostraat' en 'Accumulatorstraat'. De vierde straat, de Hofstraat, is de doorgaande weg in de buurt, ze leidt naar de binnenstad. In oostelijke richting voert de Hofstraat naar 't Hofke. De rustige buurt wordt begrensd door de Tongelresestraat en twee spoorlijnen. Het Busselke kijkt uit op het groendomein Wasven.

## Inwoners
De buurt huisvestte oorspronkelijk bijna uitsluitend arbeiders. Begin eenentwintigste eeuw werd het een populaire woonwijk voor starters vanwege de gunstige ligging ten opzichte van de stad, de relatief grote tuinen en de nabijheid van het buitengebied. Veel huizen worden bewoond door tweeverdieners. Sommige bewoners wonen er al sinds meerdere decennia. Van sommige families wonen meerdere generaties bij elkaar in de buurt. Het inwoneraantal is al sinds de jaren 1930 stabiel rond de 250 inwoners.

## Hofstraat
De doorgaande weg de Hofstraat was oorspronkelijk een zandpad. Begin vorige eeuw liep de onverharde weg evenwijdig aan de spoorlijn, tussen twee overgangen. Een grondruil tussen de gemeente Eindhoven en de Nederlandse Spoorwegen maakte de aanleg mogelijk. Rond 1924 werd de Hofstraat verhard. Sinds 2008 vormt een hek langs de spoorsloot de scheidslijn tussen de NS- en gemeentegrond.
In de Hofstraat treft men woningen van verschillende architectuur. Halverwege de straat staat de door de Helmondse architect Lambert de Vries ontworpen Martinusschool. Het monumentale gebouw biedt sinds 1986 ruimte aan een kunstenaarsatelier en expositieruimte De Dromedaris. De meeste woningen in de Hofstraat zijn anno 2018 grondig gerenoveerd.